# Miejska Biblioteka Publiczna w Radzionkowie
Miejska Biblioteka Publiczna w Radzionkowie – samorządowa instytucja kultury w Radzionkowie. Posiada dwie placówki dogodnie zlokalizowane w różnych częściach miasta. Do podstawowych zadań MBP należy:
- gromadzenie,przechowywanie i udostępnianie materiałów bibliotecznych, ze szczególnym uwzględnieniem dokumentów dotyczących Gminy Radzionków;
- udostępnianie zbiorów bibliotecznych na miejscu oraz wypożyczanie dokumentów na zewnątrz;
- organizowanie i prowadzenie działalności informacyjnej;
- popularyzacja książki i czytelnictwa.

Oferta biblioteki to księgozbiór, który liczy ponad 46 000 woluminów i jest udostępniany w wypożyczalni dla dorosłych, wypożyczalni dla dzieci oraz czytelni.

## Beletrystyka
Na księgozbiór beletrystyczny składa się ponad 20 000 woluminów, w tym zbiór klasycznej literatury pięknej polskiej i obcej (nowele, opowiadania, powieści, poezje, dramaty), literatura faktu, biografie, eseistyka, a także romanse, horrory, powieści fantastyczne i sensacyjne.

## Księgozbiór popularnonaukowy
Zbiory popularnonaukowe to ok. 17 000 woluminów, na które składają się aktualne wydawnictwa naukowe i popularnonaukowe z informatyki, nauk ekonomicznych, prawa, ochrony środowiska, historii Polski, Europy i świata.

## Księgozbiór dziecięcy
Księgozbiór dziecięcy – ok. 9 000 woluminów bajek i baśni, powieści obyczajowych i przygodowych, opowiadań oraz lektur szkolnych.
Miejska Biblioteka Publiczna w Radzionkowie organizuje także wystawy i imprezy kulturalne. Jednym o organizowanych projektów jest cykl „Patrzę. Podziwiam. Poznaję”. Autorami są czytelnicy wypożyczalni dziecięcej, którzy przedstawiają swoje pasje, zainteresowania, talenty. Wśród wystaw literackich zrealizowano, m.in. „Tolkien Władca wyobraźni” – wspólnie z Śląskim Klubem Fantastyki (2003), czy też „Inspiracje japońską mangą” (2004).

## Historia
Po powrocie Radzionkowa do Polski w 1945 r. powstaje Gminna Biblioteka Publiczna. Początkowo korzysta ona z zastępczych lokali, będących własnością prywatną. W 1951 r. w związku nadaniem Radzionkowowi praw miejskich biblioteka zmienia nazwę na Miejska Biblioteka Publiczna w Radzionkowie. W 1966 r. biblioteka otrzymuje duże pomieszczenie w radzionkowskim Domu Kultury. W okresie 1975–1998 w związku z przyłączeniem Radzionkowa do Bytomia biblioteka staje się filią numer 9 Biblioteki Miejskiej w Bytomiu. Od odzyskania przez Radzionków samodzielności biblioteka wchodzi w skład struktur radzionkowskiego Centrum Kultury Karolinka. W 2003 r. biblioteka przeprowadza się do wyremontowanych pomieszczeń byłej szkoły podstawowej. Od 1 stycznia 2007 r. na mocy uchwały Rady Miasta Radzionków zostaje utworzona samodzielna Miejska Biblioteka Publiczna w Radzionkowie.